# Kościół św. Katarzyny w Ryczywole
Kościół świętej Katarzyny – rzymskokatolicki kościół parafialny należący do dekanatu kozienickiego diecezji radomskiej.

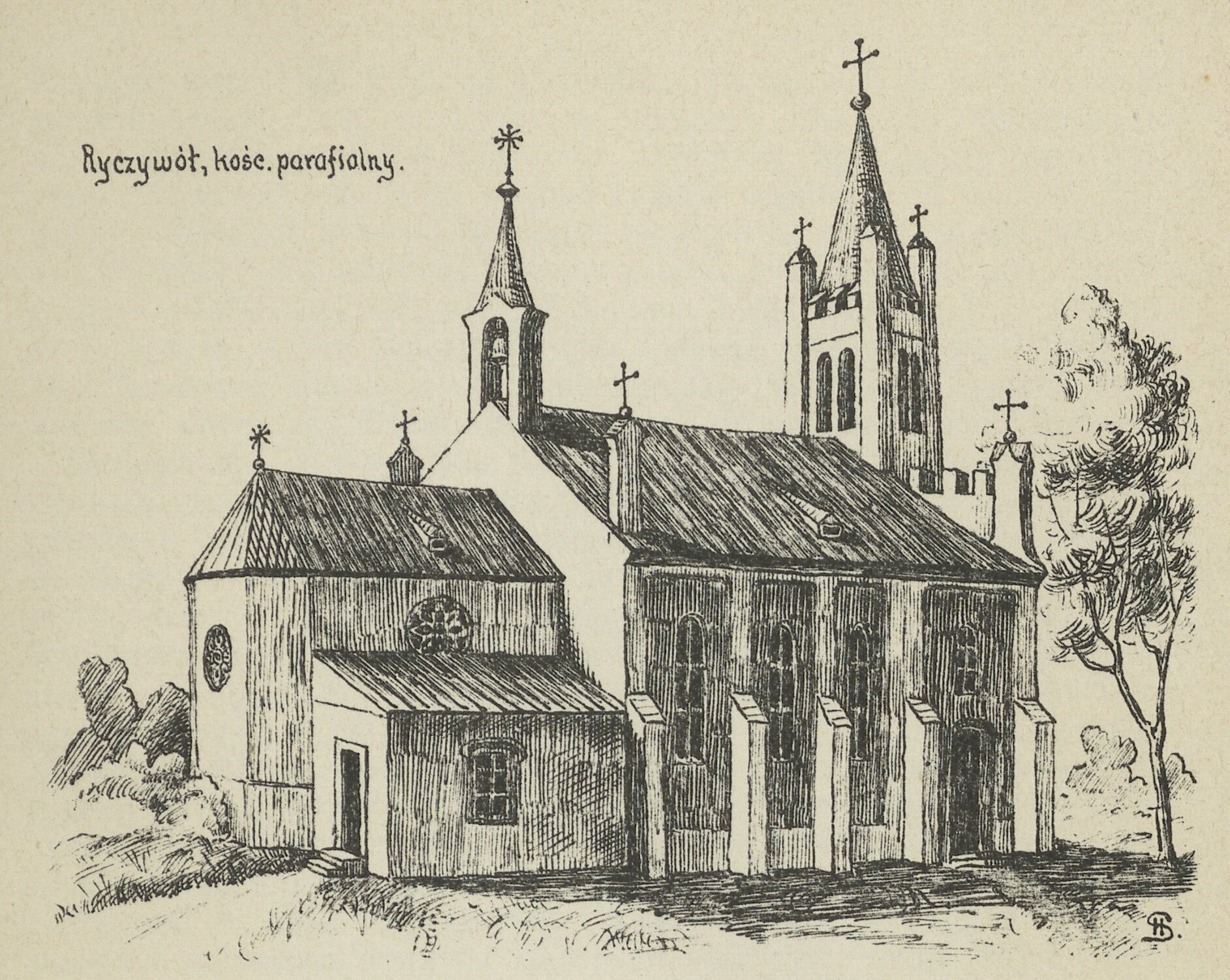
Kościół przed 1913

Kamień węgielny pod budowę świątyni został położony w 1875 roku. Murowany z cegły kościół w stylu neogotyckim został zbudowany w latach 1876-1884. Wewnątrz nawa główna jest podwyższona w stosunku do prezbiterium. Na froncie została wybudowana wieża ozdobiona pięcioma wieżyczkami. Świątynia została znacznie zniszczona w 1944 roku. Odbudowa ze zniszczeń wojennych ukończona została dopiero w 1956 roku.
Ze starego wyposażenia budowli zachowało się płótno św. Antoniego Padewskiego, który jest umieszczone w kruchcie głównej. Tam też można zobaczyć starą rzeźbę Jezusa Chrystusa Ukrzyżowanego. Ołtarz wielki w kościele jest drewniany i posiada złocone elementy. W jego wnętrzu znajduje się malowany obraz z podobizną patronki parafii – św. Katarzyny, która przedstawiona jest w koronie, z palmą męczeństwa w lewej dłoni, z mieczem w prawej, opartej równocześnie na kole do łamania kości, którym była męczona. Po prawej stronie obrazu są umieszczone atrybuty polskich królów – jabłko i berło, z lewej złota róża. Z lewej i prawej strony znajdują się po dwie prostokątne kolumny podpierające ołtarz.